# Chronica seu originale regum et principum Poloniae
«Хроніка або оригінальна історія королів і князів польських» (лат. Chronica seu originale regum et principum Poloniae), також відома як «Історія Польщі» (лат. Historia Polonica), «Хроніка поляків» (лат. Chronica Polonorum), «Хроніка Вінцентія Кадлубка» (пол. Kronika Wincentego Kadłubka) — хроніка історії Польщі, що охоплює її історію від найдавніших часів до 1202 року, написана Вінцентієм Кадлубком за наказом князя Казимира II Справедливого.
Цей твір, що складається з чотирьох книг, був написаний латинською мовою та є основним джерелом знань про польську історію до кінця XII століття. У першій книзі хроніки польської історії переплітаються з легендарною історією та давньою історією. З метою досягнення естетичного чи морального ефекту автор вільно перекручував у ній факти.
Вінцентій Кадлубек, ймовірно, почав писати в 1190 році та, безумовно, продовжував у 1205 році (в IV книзі можна знайти інформацію про битву під Завихостом, яка відбулася 19 червня 1205 року), і був перерваний у 1208 році, коли Кадлубек прийняв сан краківського єпископа.
Хроніка була вперше опублікована (латинською мовою) у 1612 році, тоді як польськомовне видання датується 1862 роком.